# 海野幸義
海野 幸義（うんの ゆきよし）は、戦国時代の武将。信濃国小県郡の国人。
海野氏は滋野氏の後裔で根津氏・望月氏と共に「滋野三家」と呼ばれた氏族。幸義は海野棟綱の嫡男として誕生。
天文10年（1541年）5月13日、甲斐国の武田信虎・信濃小県郡の村上義清・信濃諏訪郡の諏訪頼重連合軍が滋野領に侵攻し、同月23日の海野平の戦いにおいて海野方は敗退（「神使御頭之日記」）、幸義は村上方との神川の戦いで戦死し、棟綱は上野国に敗退し関東管領の上杉憲政を頼った。
『甲陽軍鑑』では、永禄4年（1561年）に幸義の娘は武田晴信（信玄）の二男竜芳（海野信親）に嫁ぎ、竜芳は海野氏の名跡を継承したという。